# En immersion (série télévisée, 2001)
Pour les articles homonymes, voir En immersion.
En immersion (In Deep) est une série télévisée britannique en 22 épisodes de 45 minutes, créée par Peter Jukes et diffusée entre le 19 février 2001 et le 5 mars 2003 sur le réseau BBC 1. En France, la série a été diffusée à partir du 19 juin 2004 sur Canal+ et rediffusée sur Jimmy.

## Synopsis
Cette série met en scène deux policiers spécialisés dans l'infiltration de réseaux criminels.

## Distribution
- Nick Berry (VF : Bernard Lanneau) : Liam Ketman
- Stephen Tompkinson (VF : Michel Dodane) : Garth O'Hanlon
- Carli Norris (VF : Cathy Diraison) : Kelly Jensen
- Fiona Allen (VF : Sybille Tureau) : Dr Sophie Masterson

## Épisodes

### Première saison (2001)
1. Flics contre flics [1/2] (Blue on Line [1/2])
2. Flics contre flics [2/2] (Blue on Line [2/2])
3. Le Réseau [1/2] (Romeo Trap [1/2])
4. Le Réseau [2/2] (Romeo Trap [2/2])
5. Les Fantômes blancs [1/2] (Ghost Squad [1/2])
6. Les Fantômes blancs [2/2] (Ghost Squad [2/2])

### Deuxième saison (2002)
1. Intouchable [1/2] (Untouched [1/2])
2. Intouchable [2/2] (Untouched [2/2])
3. Le Vrai du faux [1/2] (Jekylls [1/2])
4. Le Vrai du faux [2/2] (Jekylls [2/2])
5. Pertes et profits [1/2] (Blood-loss [1/2])
6. Pertes et profits [2/2] (Blood-loss [2/2])
7. La Bible du diable [1/2] (Abuse of Trust [1/2])
8. La Bible du diable [2/2] (Abuse of Trust [2/2])

### Troisième saison (2003)
1. Au grand jour [1/2] (Full Disclosure [1/2])
2. Au grand jour [2/2] (Full Disclosure [2/2])
3. Partie d'échecs [1/2] (Queen and Country [1/2])
4. Partie d'échecs [2/2] (Queen and Country [2/2])
5. Les Patriotes [1/2] (Men and Boys [1/2])
6. Les Patriotes [2/2] (Men and Boys [2/2])
7. La Menace [1/2] (Character Assassins [1/2])
8. La Menace [2/2] (Character Assassins [2/2])